# Památník Wojciecha z Brudzewa
Památník Wojciecha z Brudzewa, polsky Pomnik Wojciecha z Brudzewa, je kamenný památník s exteriérovou skulpturou na náměstí Plac Wolności ve vesnici Brudzew (gmina Brudzew, okres Turek, Velkopolské vojvodství) v Polsku.

## Historie a popis díla
Památník Wojciecha z Brudzewa se nachází v jižní části náměstí Wolności. Ztvárňuje stojící postavu polského akademika, vědce, diplomata a s největší pravděpodobností zároveň i místního rodáka, kterým je Wojciech z Brudzewa (1446-1495). Wojciech z Brudzewa, který je známý také pod jménem Albert Brudzewski či Albertus de Brudzewo, byl učitelem slavného vědce Mikuláše Koperníka. Autorem sochy na památníku z roku 1988 je polský sochař Henryk Karbowy. Socha Wojciecha z Brudzewa se dívá do dáli, je oblečena v dobovém oblečení a s rukama držícíma vědecké nástroje a knihy na svých prsou. Dílo vzniklo díky iniciativě místních obyvatel.

### Nápis na památníku
Socha je umístěna na kvádrovém soklu na kterém je připevněna deska s nápisem:
| „ | WOJCIECH z BRUDZEWA 1446 – 1495 NAUCZYCIEL MIKOŁAJA KOPERNIKA | “ |

## Další informace
Památník je celoročně volně přístupný, jsou kolem něho umístěny lavičky a nachází se také na trase naučné stezky Szlak konny Wozowni i Czterech Kul.

## Galerie

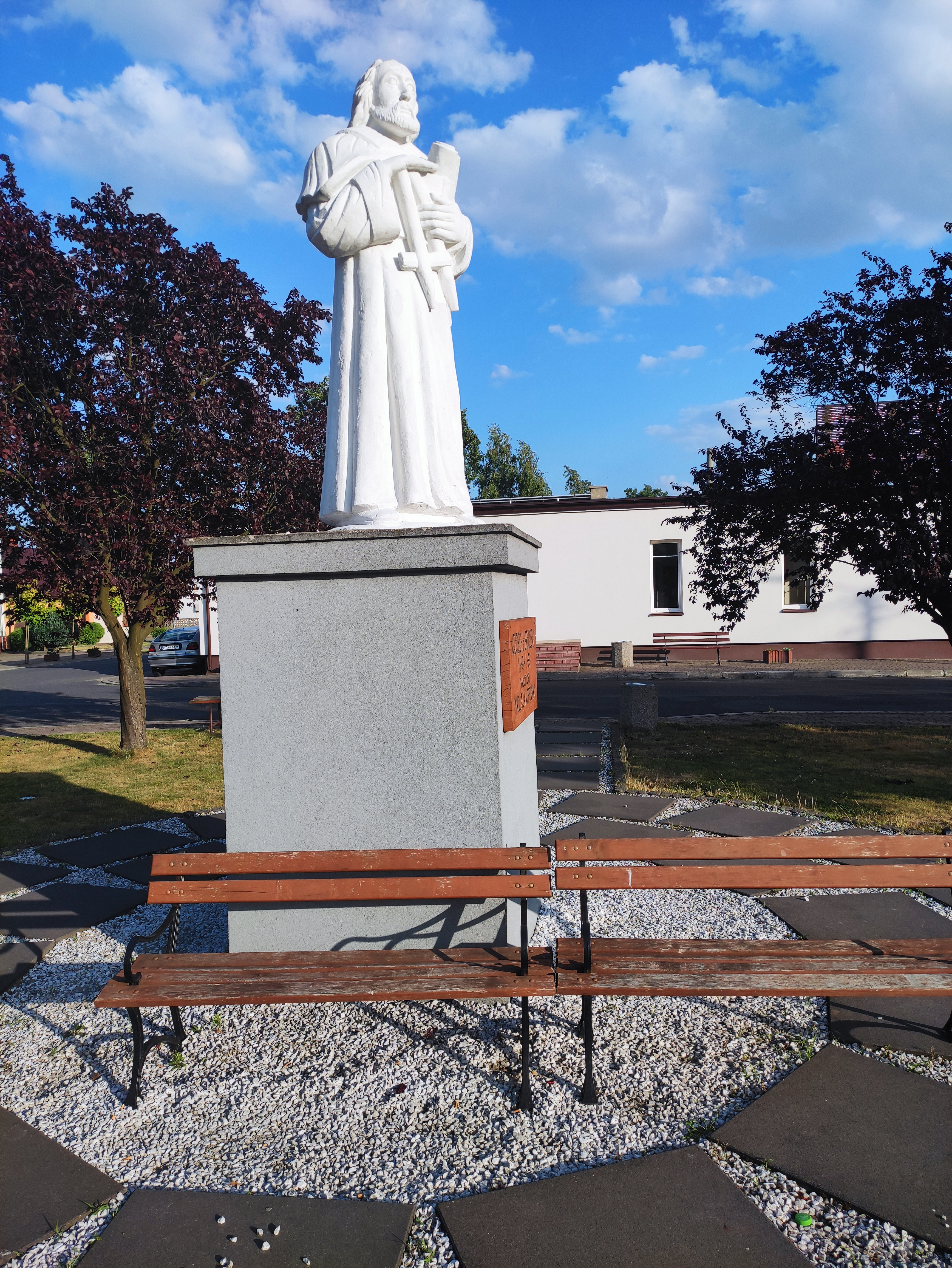
Boční pohled
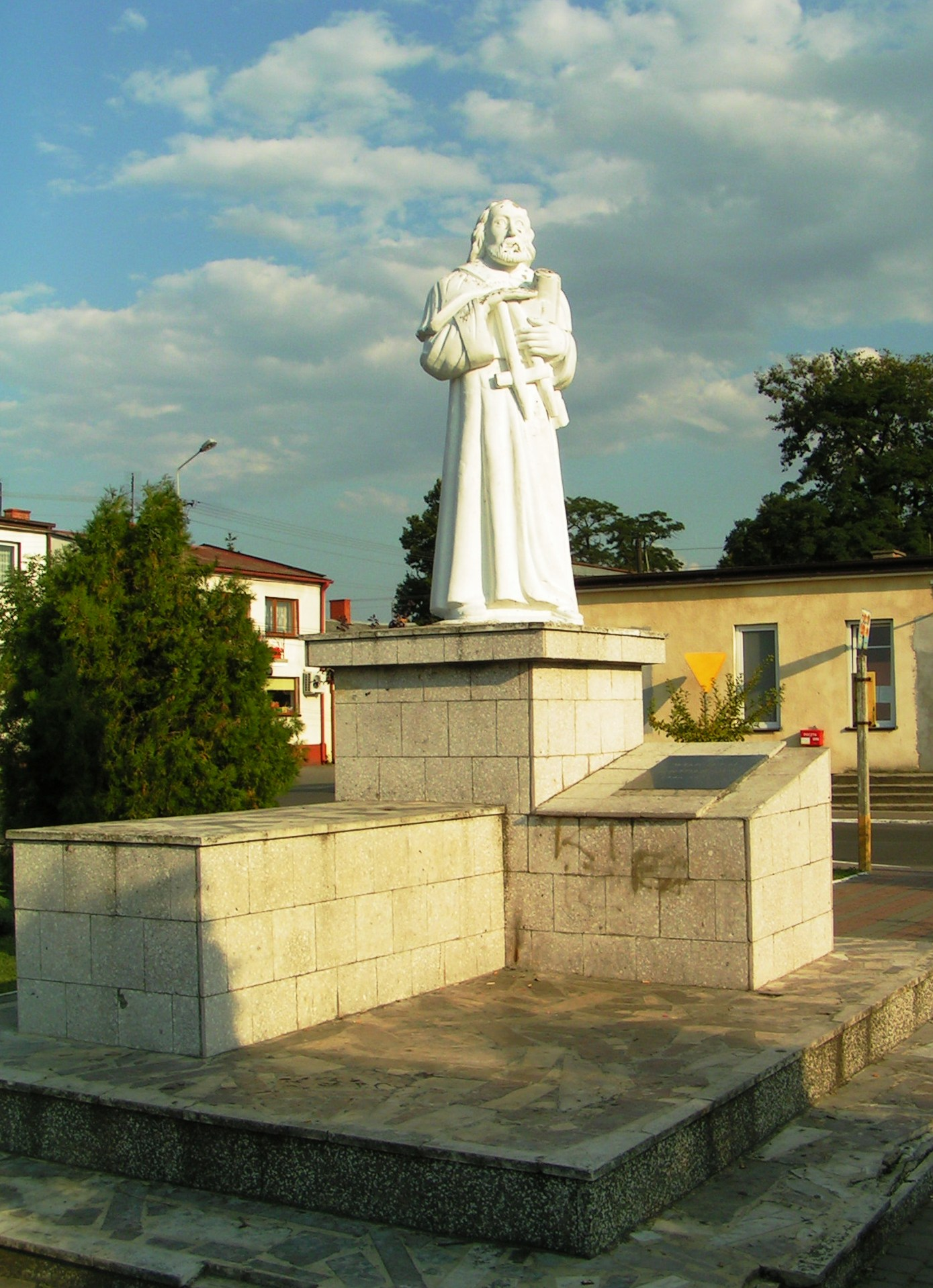
Čelní pohled